# Прохождение Венеры по диску Солнца 6 декабря 1882 года

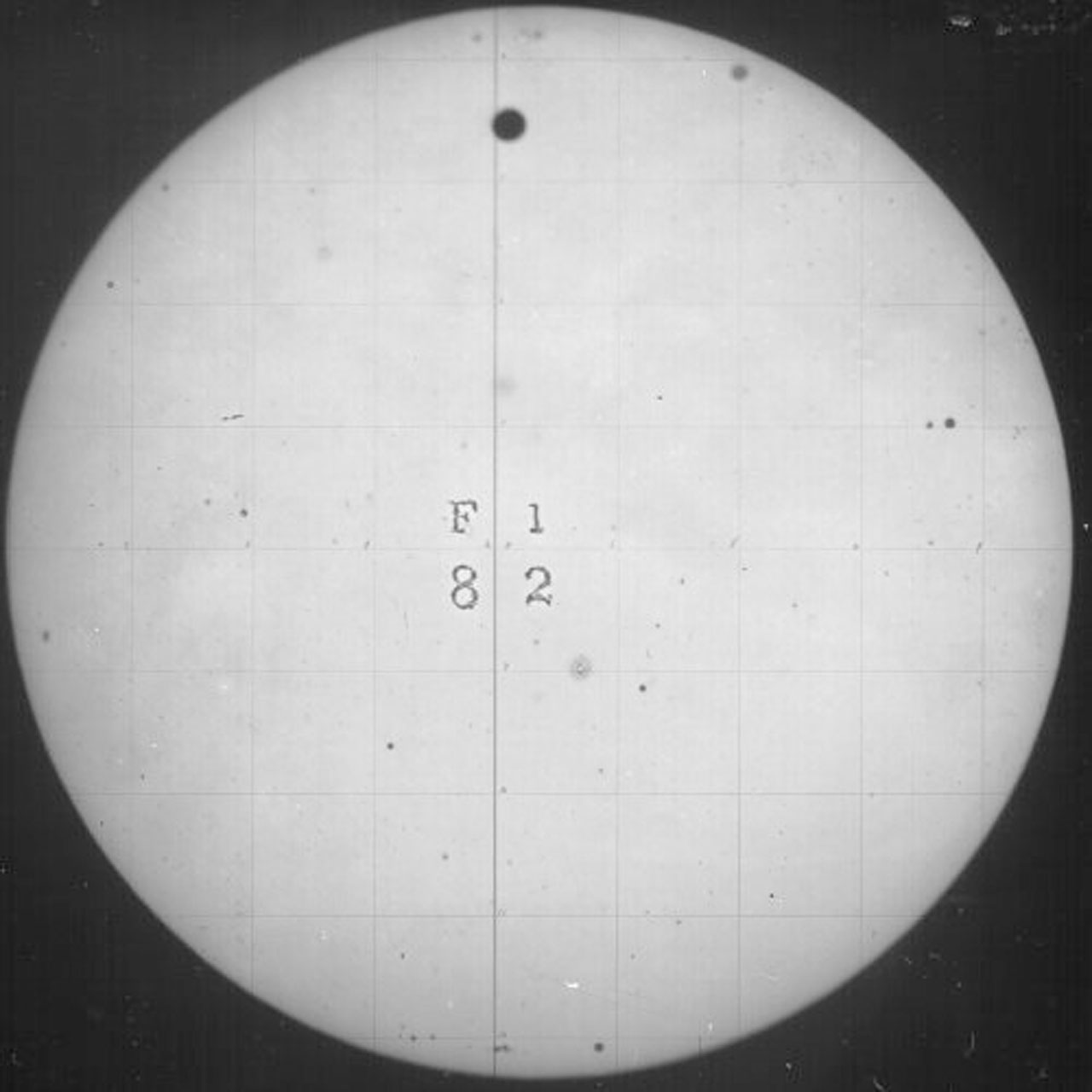
Прохождение Венеры по диску Солнца 6 декабря 1882 года

Прохождение Венеры по диску Солнца 6 декабря 1882 года — астрономическое явление: для земного наблюдателя в течение нескольких часов тёмный диск Венеры (видимый диаметр — примерно 1') передвигался по диску Солнца (диаметр — около 30'). Это второе и последнее прохождение Венеры по диску Солнца в XIX веке, первое было 9 декабря 1874 года. Предыдущая пара прохождений происходила в 1761 и 1769 годах, а следующая произошла в 2004 и 2012 годах.

## Описание
В Великобритании экспедиции для наблюдения прохождения организовал Эдвард Джеймс Стоун. Стивен Джозеф Перри и Пелхэм Олдрич, капитан корабля HMS Fawn, наблюдали прохождение в импровизированной палатке-обсерватории на Мадагаскаре.
В 1871 году Жан-Шарль Гузо изобрёл гелиометр с неравными фокусными расстояниями и организовал две экспедиции для наблюдения транзита: в город Сан-Антонио (США) и в город Сантьяго (Чили). В этих экспедициях использовались одинаковые экземпляры гелиометра Гузо.
Французская академия наук организовала десять экспедиций в разные места, включая Флориду, Мехико, Гаити, Мартинику и мыс Горн. За организацию наблюдений прохождения французскими экспедициями Французская академия наук в 1883 году присудила девять премий имени Лаланда учёным, включая главам экспедиций в разные места для наблюдения транзита.
Транзит наблюдался в Великобритании Самюэлем Купером в Чарминстере и Роджером Лангдоном в Сильвертоне (оба в Девоне) и Уильямом Фредериком Деннингом в Бристоле. В Ирландии транзит наблюдался Робертом Стауэллом Боллом, Уильям Доберк и Джон Людвиг Эмиль Дрейер также увидели транзит в Ирландии.
Транзит был отмечен в песне «Марш прохождения Венеры», написанной Джоном Филиппом Сузой в 1883 году.